# Emirates Spinnaker Tower
Emirates Spinnaker Tower, dříve nazývaná pouze Spinnaker tower (nebo také Millennium Tower) je 170 metrů vysoká vyhlídková věž v anglickém městě Portsmouth. Nachází se v přístavu Portsmouth a byla navržena Allchurchrech Evansem, který se inspiroval lodní plachtou spinakr a hotelem Burdž al-Arab v Dubaji. Stavba této věže byla součástí přestavby a modernizace přístavu mezi lety 2001–2005. Je členem World Federation of Great Towers.
Od července roku 2015 se jmenuje Emirates Spinnaker Tower, protože je sponzorována leteckou společností Emirates.

## Vyhlídky
Tato věž má 3 vyhlídky a celkově čtyři patra:
- Nejvyšší se nachází ve výšce 110 metrů, je venkovní
- Druhá nejvyšší se nachází ve výšce 105 metrů, slouží také jako kavárna a restaurace
- Nejnižší vyhlídka se nachází ve výšce 100 metrů, která je nejvýše umístěnou skleněnou podlahou v celé Evropě.